# Beata Dorota Sawicka
Beata Dorota Sawicka (Oława; 23 de Março de 1964) é uma política da Polónia. Ela foi eleito para a Sejm em 25 de Setembro de 2005 com 8764 votos em 1 no distrito de Legnica, candidata pelas listas do partido Platforma Obywatelska.